# Джеймс Мейсон (хокеїст на траві)
Джеймс Мейсон (англ. James Mason, 19 червня 1947) — австралійський хокеїст на траві.
Срібний призер Олімпійських Ігор 1968 року, учасник 1972 року.